# Logania meeki
Logania meeki är en fjärilsart som beskrevs av Rothschild 1915. Logania meeki ingår i släktet Logania och familjen juvelvingar. Inga underarter finns listade i Catalogue of Life.